# Tebenna gemmalis
Tebenna gemmalis là một loài bướm đêm thuộc họ Choreutidae. Nó được tìm thấy ở California to British Columbia.
Cánh trước màu vàng đậm hoặc cam. Cánh sau màu xám hơi nâu.
Con trưởng thành bay từ tháng 4 đến tháng 7 tại California.